# Ясна Поляна (Ребріхинський район)
Я́сна Поля́на (рос. Ясная Поляна) — село у складі Ребріхинського району Алтайського краю, Росія. Входить до складу Ребріхинської сільської ради.

## Населення
Населення — 383 особи (2010; 464 у 2002).
Національний склад (станом на 2002 рік):
- росіяни — 97 %